# IC 493
IC 493 ist eine Spiralgalaxie vom Hubble-Typ Sbc im Sternbild Krebs auf der Ekliptik. Sie ist schätzungsweise 274 Millionen Lichtjahre von der Milchstraße entfernt und hat einen Durchmesser von etwa 50.000 Lichtjahren.

Im selben Himmelsareal befinden sich u. a. die Galaxien NGC 2535, NGC 2536, IC 496, IC 497.
Das Objekt wurde am 2. März 1892 vom französischen Astronomen Stéphane Javelle entdeckt.